# Ô filles de l'eau
Albums de Nolwenn Leroy
Bretonne
(2010) Ô Tour de l'eau
(2014)
Singles
1. Juste pour me souvenir
Sortie : 22 octobre 2012
2. Sixième continent
Sortie : février 2013
3. J'ai volé le lit de la mer
Sortie : juillet 2013

Ô filles de l'eau est le cinquième album de Nolwenn Leroy, paru le 26 novembre 2012 et produit par Jon Kelly. Les ventes dépassent les 300 000 exemplaires en France et 400 000 exemplaires dans le monde entier.

## Exploitation

### Sortie
L'album est sorti le 26 novembre 2012 en France, en Suisse et en Belgique. Et le 29 mars 2013 en Allemagne.

## Caractéristiques de l'album

### Écriture, réalisation des chansons
Le disque a été enregistré et produit à Londres par Jon Kelly, qui avait déjà réalisé l'album Bretonne. Nolwenn, pour la première fois depuis Le Cheshire Cat et Moi, participe en majorité à l'écriture des textes et à la composition. Jean-Louis Murat participe à l'écriture pour la chanson Sur mes Lèvres. Les sonorités sont plutôt celtiques, dans la continuité de Bretonne.

### Thèmes
L'album aborde le thème des femmes et de l'océan, notamment par le biais de personnages légendaires comme la sirène, figure centrale qui revient dans plusieurs chansons de l'album, et que Nolwenn décrit comme « mystérieuse, fascinante et maléfique, [représentant] à la fois la séduction et la mort ».
La chanson Sixième Continent (dont le clip est sorti en mai 2013) aborde le sujet de la pollution marine, faisant référence au continent de déchets formé dans l'océan Pacifique. L'unique titre en breton de l'album, Ahès, raconte la légende de la princesse Dahut, transformée en sirène après l'engloutissement de la cité d'Ys. La chanson Ophélia est inspirée des tableaux préraphaélites comme l'Ophélie de Millais, ainsi que du  personnage d'Ophélie dans Hamlet, et du poème de Gérard de Nerval El Desdichado (Les Chimères).

### Pochette et thème graphique
La peinture-photographie qui la représente en sirène est l'œuvre de l'artiste australienne Vee Speers, d'après sa série Immortal, qui met en scène un étrange contraste entre la vie et la mort.

## Accueil

### Accueil commercial
La 1re semaine, son opus se classe 5e au top des ventes avec 41 289 exemplaires écoulés (meilleur démarrage de sa carrière). La 2e semaine, il s'écoule à 34 195 exemplaires. La 3e semaine, 39 288 exemplaires sont vendus. La 4e semaine enregistre 50 552 ventes supplémentaires, soit un total en moins d'un mois de 165 321 exemplaires. La 5e semaine, 17 054 ventes, soit un total de 182 375 exemplaires vendus depuis le 26 novembre 2012. La 6e semaine 7 528 exemplaires. La 7e semaine 7 092 exemplaires. La 8e semaine 4 883 exemplaires. La 9e semaine 4 570 exemplaires. La 10e semaine 5 261 exemplaires, soit un total de 211 709 exemplaires en un peu plus de deux mois. La 11e semaine, 4 400 exemplaires. La 12e semaine, 3 900 exemplaires. En quatre mois, la chanteuse a vendu 250 000 exemplaires de son nouvel opus. Il est certifié SNEP triple disque de platine début 2013, lors des NRJ Music Awards,.

## Classements des ventes et certifications

### Classement hebdomadaire
| Classement (2012-2013)                      | Meilleure position |
| ------------------------------------------- | ------------------ |
| Allemagne (Offizielle Top 100)              | 60                 |
| Belgique (Ultratop Wallonie)                | 5                  |
| France (SNEP)                               | 5                  |
| Suisse (Schweizer Hitparade)                | 35                 |
| Suisse (Schweizer Hitparade Suisse romande) | 8                  |

| Semaine | France | Belgique | Suisse | Allemagne |
| ------- | ------ | -------- | ------ | --------- |
| 1       | 4      | 8        | 39     | -         |
| 2       | 5      | 6        | 35     | -         |
| 3       | 5      | 8        | 52     | -         |
| 4       | 6      | 10       | -      | -         |
| 5       | 6      | 9        | 55     | -         |
| 6       | 8      | 10       | 92     | -         |
| 7       | 4      | 7        | 65     | -         |
| 8       | 5      | 11       | 65     | -         |
| 9       | 4      | 8        | 78     | -         |
| 10      | 7      | 5        | 82     | -         |
| 11      | 12     | 7        | -      | -         |
| 12      | 13     | 9        | -      | -         |
| 13      | 14     | 15       | -      | -         |
| 14      | 18     | 19       | -      | -         |
| 15      | 8      | 29       | -      | -         |
| 16      | 9      | 32       | -      | -         |
| 17      | 16     | 29       | -      | -         |
| 18      | 24     | 43       | -      | -         |
| 19      | 28     | 38       | 63     | 60        |
| 20      | 33     | 56       | -      | 81        |
| 21      | 34     | 45       | -      | 97        |
| 22      | 42     | 54       | -      | -         |
| 23      | 45     | 51       | -      | -         |
| 24      | 45     | 60       | -      | -         |
| 25      | 31     | 51       | -      | -         |
| 26      | 41     | 49       | -      | -         |
| 27      | 63     | 66       | -      | -         |
| 28      | 76     | 64       | -      | -         |
| 29      | 65     | 86       | -      | -         |
| 30      | 73     | 130      | -      | -         |
| 31      | 84     | 81       | -      | -         |
| 32      | 74     | 88       | -      | -         |
| 33      | 67     | 109      | -      | -         |
| 34      | 67     | ?        | -      | -         |
| 35      | 76     | ?        | -      | -         |
| 36      | 59     | ?        | -      | -         |
| 37      | 43     | ?        | -      | -         |
| 38      | ?      | ?        | -      | -         |

### Certifications
| Pays           | Certification |
| -------------- | ------------- |
| France (SNEP)  | 3 × Platine   |
| Belgique (BEA) | Or            |

## Fiche technique

### Liste des pistes
| No  | Titre                          | Auteur                                                     | Durée |
| --- | ------------------------------ | ---------------------------------------------------------- | ----- |
| 1.  | Davy Jones (Version française) | Boo Hewerdine, Jon Kelly, Leroy, Miossec                   | 4:08  |
| 2.  | Juste pour me souvenir         | Assane Attyé, Davide Esposito, Leroy                       | 3:16  |
| 3.  | Ophélia                        | Sophie Delila, Matt Johnson, Kelly, Leroy, John Parricelli | 3:51  |
| 4.  | Sixième continent              | Delila, Johnson, Kelly, Leroy, Parricelli                  | 3:52  |
| 5.  | Homeland                       | James Horner, Kelly, Ciara Newell                          | 3:27  |
| 6.  | J'ai volé le lit de la mer     | Paul Boddy, Dele Ladimeji, Leroy                           | 3:44  |
| 7.  | À la vie, à la mort !          | Hubert Mounier                                             | 2:49  |
| 8.  | Aux filles de l'eau            | Franck Fossey, Leroy                                       | 3:09  |
| 9.  | Limitless                      | Martin Brammer, Delila                                     | 3:15  |
| 10. | Ahès                           | Delila, Gwennyn, Johnson, Kelly, Leroy, Parricelli         | 3:57  |
| 11. | Sur mes lèvres                 | Jean-Louis Murat                                           | 4:30  |
| 12. | Tout a une fin                 | Laurel Arnell-Cullen, Johnson, Kelly, Leroy                | 3:45  |
| 13. | D'émeraude                     | Leroy, Jean-Christophe Urbain                              | 4:00  |

| 14. | Davy Jones | Hewerdine, Kelly            | 4:07 |
| 15. | Lost Again | Terry Britten, Charlie Dore | 3:34 |

### Crédits

#### Musiciens
- Flûte (whistle), cornemuses : Michael McGoldrick
- Violon (fiddle) : John McCusker

#### Équipe technique
- Réalisation et enregistrement : Jon Kelly (sauf pistes 9 et 12 réalisées par Jon Kelly et Matt Johnson)
- Mixage : Jon Kelly, JK Studios, Londres (sauf pistes 3 et 5 mixées par Andy Bradfield au Studio A Fulham pour 365 Artist)
- Mastering : Tim Young, Metropolis Studios, Londres
- Direction artistique : Dominique Gau
- Producteur exécutif : Jimmy Mikaoui pour Freak’n See Music
- Artwork : Yannick Le Vaillant et Muriel Leroy
- Photographie : Vee Speers